# Ruben Escalante
Ruben Armando Escalante Hasbun (* 2. August 1979) ist ein Diplomat aus El Salvador, der seit Oktober 2017 Ständiger Vertreter bei den Vereinten Nationen ist.

## Leben
Escalante absolvierte nach dem Schulbesuch ein Studium im Fach Internationale Beziehungen an der Universidad de El Salvador, das er mit einem Bachelor abschloss. Ein weiteres postgraduales Studium im Fach Internationale Politik an der Aoyama-Gakuin-Universität in Tokio beendete er mit einem Master. Im Juni 2002 trat er in den Auswärtigen Dienst ein und war zunächst Referent im Referat für Außenpolitik und später zwischen November 2008 und November 2011 Internationaler Koordinator der in Tokio ansässigen Nichtregierungsorganisation Peace Boat, die sich in der Vermeidung von Konflikten, Förderung von Menschenrechten, Umweltschutzbelangen und nuklearer Abrüstung einsetzt. Im Anschluss wechselte er an die Ständige Vertretung El Salvadors bei den Vereinten Nationen in New York City, wo er zunächst zwischen Dezember 2011 und Mai 2013 als Botschaftsrat sowie im Anschluss von Mai 2013 bis Juli 2015 als stellvertretender Ständiger Vertreter tätig war.
Danach war Escalante zwischen August 2015 und Januar 2017 Verantwortlicher für Abrüstung, Menschenrechte, Umweltschutz und Katastrophenschutz an der Ständigen Vertretung bei den Vereinten Nationen und anderen internationalen Organisationen in Genf sowie von Januar bis Oktober 2017 Sondergesandter der Gemeinschaft der Lateinamerikanischen und Karibischen Staaten (CELAC) in Brüssel, während El Salvador die Präsidentschaft in dieser Organisation innehatte.
Am 3. November 2017 übergab er sein Beglaubigungsschreiben als Ständiger Vertreter bei den Vereinten Nationen.

## Weblink
- New Permanent Representative of El Salvador Presents Credentials (Pressemitteilung vom 3. November 2017 auf der Homepage der Vereinten Nationen)

| Personendaten    | Personendaten                                        |
| ---------------- | ---------------------------------------------------- |
| NAME             | Escalante, Ruben                                     |
| ALTERNATIVNAMEN  | Escalante Hasbun, Ruben Armando (vollständiger Name) |
| KURZBESCHREIBUNG | salvadorianischer Diplomat                           |
| GEBURTSDATUM     | 2. August 1979                                       |